# Burg Geyern
Die Burg Geyern ist eine abgegangene hochmittelalterliche Spornburg auf 530 m ü. NHN, die sich nördlich von Geyern auf einem Bergsporn erhob. Der heutige Burgstall befindet sich in etwa 350 Meter Entfernung von der Ortsmitte von Geyern in der Gemeinde Bergen im Landkreis Weißenburg-Gunzenhausen in Bayern, Deutschland. Die kleine Spornburg war der frühere Sitz des Ortsadels, später zogen sie dann auf die jüngere Anlage in unmittelbarer Nähe um, an deren Stelle sich das Schloss Geyern befindet. Von dem als Bodendenkmal geschützten Objekt sind nur noch mehrere Wälle und Gräben erhalten.

## Geschichte
Die Burg Geyern, deren Entstehung nach der Form der Anlage in das 12. oder 13. Jahrhundert datiert wird, war der spätere Stammsitz der seit 1255 erwähnten Herren von Geyern. Sie stammten ursprünglich aus Hofstetten im Landkreis Eichstätt. Sie nannten sich damals Herren von Hofstetten und waren Ministeriale der Eichstätter Bischöfe.
Die Burg wurde 1260 bei einem Streit zwischen den Reichserbmarschällen von Pappenheim und den bayerischen Herzögen erobert und darauf von den Wittelsbachern nicht wieder zurückgegeben. Im September 1276 vergab der bayerische Herzog Ludwig II. (der  Strenge) die Burg mit allem Zubehör für 350 Pfd. Heller an Heinrich von Hofstetten.  Da dieser von den Grafen von Hirschberg das Amt eines Schenken übertragen bekommen hatte, nannten sich die Hofstetter ab 1310 „Schenken von Geyern“. Da der Burgstall bis heute nicht archäologisch untersucht wurde, ist nicht bekannt, wann die Geyerner Ortsherren von der ersten Burg auf die in südsüdwestlicher Richtung und in 280 Meter Entfernung gelegene zweite Burganlage umzogen. Von dieser zweiten Burg sind noch ruinöse Reste eines runden Bergfriedes sichtbar, später wurde dort dann ein Schloss errichtet.
Das Areal ist vom Bayerischen Landesamt für Denkmalpflege (BLfD) als Bodendenkmal (D-5-6932-0346) ausgewiesen.

## Beschreibung
Der kleine zweiteilige Burgstall besteht aus einer Vorburg, die eine Fläche von etwa 60 mal 50 Meter besaß, und einem Kernburgbereich. Die Vorburg wurde durch einen zirka drei Meter tiefen Graben von der anschließenden Hochfläche abgegrenzt. Ein zweiter Graben mit sechs Metern Tiefe trennte diesen Burgteil von der Kernburg ab, dort befinden sich ein Turmhügel und mehrere Wälle. Auch zum Ende des Bergspornes hin befinden sich noch zwei Wallgräben, von denen einer noch sechs Meter tief ist. Um die gesamte Burganlage zieht sich zusätzlich noch ein verflachter Wall.